# Károly Palotai
Károly Palotai, född 11 september 1935 i Békéscsaba, död 3 februari 2018 i Győr, var en ungersk fotbollsspelare och senare fotbollsdomare.
Palotai blev olympisk guldmedaljör i fotboll vid sommarspelen 1964 i Tokyo.